# Diahnne Abbott
Diahnne Eugenia Abbott (New York, 1º gennaio 1945) è un'attrice statunitense.

## Biografia
Afroamericana, il suo esordio cinematografico risale al 1976 in Taxi Driver in cui ha interpretato un'anonima segretaria del box office di un teatro di film pornografici. Nello stesso anno interpreta Jeannette Ross, il suo primo ruolo in Welcome to L.A.. Ha preso parte a diversi film sempre con ruoli secondari, tra le principali apparizioni vanno ricordate quelle in New York, New York, Re per una notte e Love Streams - Scia d'amore.
Dopo una pausa negli anni 90, è tornata sulle scene nel 2000 prendendo parte al film biografico Prima che sia notte e nel 2002 come protagonista, accanto alla figlia Drena, del film drammatico Soliloquy. Diahnne Abbott è stata sposata con Robert De Niro dal 1976 al 1988. Hanno due figli, Drena (1971) adottata da De Niro e nata da una precedente relazione della moglie, e Raphael (1976).

## Filmografia parziale
- Taxi Driver, regia di Martin Scorsese (1976)
- Welcome to L.A., regia di Alan Rudolph (1976)
- New York, New York, regia di Martin Scorsese (1977)
- Moses Wine detective, regia di Jeremy Kagan (1978)
- Re per una notte (The King of Comedy), regia di Martin Scorsese (1982)
- Love Streams - Scia d'amore (Love Streams), regia di  John Cassavetes (1984)
- Jo Jo Dancer, Your Life Is Calling, regia di Richard Pryor (1986)
- Prima che sia notte (Before Night Falls), regia di Julian Schnabel (2000)
- Soliloquy, regia di Jacques Zanetti (2002)